# Ataenius insculptus
Ataenius insculptus är en skalbaggsart som beskrevs av Horn 1887. Ataenius insculptus ingår i släktet Ataenius och familjen Aphodiidae. Inga underarter finns listade.